# 俺たちに気をつけろ。
『俺たちに気をつけろ。』（おれたちにきをつけろ）は、1996年4月15日から6月24日まで、日本テレビ系列で放送されたよみうりテレビ制作のテレビドラマ。放送時間は毎週月曜22:00 - 22:54（JST）。男女3人組の怪盗チームが義賊行為と三角関係に揺れる物語。平均視聴率6.6%。

## 概要
初回から第4話までは、痛快かつコミカルな義賊ものといった内容で、大友、池場、日比野の3人が、黒ずくめの衣装を着用して泥棒を行なうシーンが、各回の見せ場となっていた。しかし第5話以降、内容は一変。コミカルな演出はなくなり、宋天広との戦いを主軸としたシリアスなサスペンスとなる。ことに第7話以降は3人が泥棒をするシーンも皆無となり、日比野の父をめぐる葛藤や、泥沼化していく三角関係などが、ときにバイオレンス描写を交えながら描かれていった。第10話では、日比野が衝撃的な事件を起こしてしまうが、最終的には3人に笑顔が戻る。余談だが、最終回本編終了後の提供のバックには、序盤の泥棒シーンの映像が使われ、日比野が「さあ終わった」と金庫を閉めるカットを静止して番組が〆られた。

## キャスト
- 大友巧：保阪尚輝
- 池場祐介：袴田吉彦
- 日比野遥：中谷美紀
- 大友良江：荻野目慶子
- 大友省吾：永島敏行
- 桑原太郎：吹越満
- 柴田：長森雅人
- 宋天広：白竜
- 本田幸一郎：北村総一朗
- 池場千代：三崎千恵子
- 城ケ崎稔：古尾谷雅人
- 柏木秀樹：澤村藤十郎

## テーマ曲
- 主題歌B'z「Real Thing Shakes」（Rooms RECORDS）
  - 作詞：稲葉浩志、作曲：松本孝弘、編曲：松本孝弘・稲葉浩志
- 挿入歌
  - 中谷美紀「MIND CIRCUS」（フォーライフ・レコード）
  - 古内東子「誰より好きなのに」（ソニーレコード）

## スタッフ
- 脚本：土屋斗紀雄、瀧川晃代
- 音楽：大島ミチル
- プロデュース：藤井裕也、高橋勝、梅渓通彦
- 監督：中村金太、寺島智和

## サブタイトル
| 各話   | 放送日  | サブタイトル     |
| ------ | ------- | ---------------- |
| 第1話  | 4月15日 | 許せないっ!      |
| 第2話  | 4月22日 | 逃げられない     |
| 第3話  | 4月29日 | お金じゃない     |
| 第4話  | 5月6日  | 君のためならば   |
| 第5話  | 5月13日 | 運命が狂い始めた |
| 第6話  | 5月20日 | 悪魔の降り立つ夜 |
| 第7話  | 5月27日 | 愛が壊われた     |
| 第8話  | 6月3日  | 最後のラブコール |
| 第9話  | 6月10日 | お前が欲しい     |
| 第10話 | 6月17日 | 愛と狂気の夜     |
| 第11話 | 6月24日 | 君に愛をこめて   |

| 読売テレビ 月曜10時枠の連続ドラマ              | 読売テレビ 月曜10時枠の連続ドラマ         | 読売テレビ 月曜10時枠の連続ドラマ   |
| 前番組                                         | 番組名                                    | 次番組                              |
| ---------------------------------------------- | ----------------------------------------- | ----------------------------------- |
| オンリー・ユー〜愛されて〜 （1996.1.8 - 3.11） | 俺たちに気をつけろ。 （1996.4.15 - 6.24） | 八月のラブソング （1996.7.1 - 9.2） |